# Bouze-lès-Beaune
Bouze-lès-Beaune è un comune francese di 333 abitanti situato nel dipartimento della Côte-d'Or nella regione della Borgogna-Franca Contea.

## Società

### Evoluzione demografica
Abitanti censiti